# Прапор Коломиї
Пра́пор Коломи́ї — офіційний символ міста Коломиї, Коломийського району Івано-Франківської області, затверджений 7 серпня 2002 р. рішенням № 58 IV сесії Коломийської міської ради.
Автор — М. Довірак.

## Опис
Прямокутне темно-синє полотнище зі співвідношенням ширини до довжини 11:16, посередині йдуть дві рівновеликі горизонтальні смужки — червона та чорна (ширина кожної дорівнює 1/11 ширини прапора), у центрі — синій круг із жовтою облямівкою (діаметром у 5/11 ширини прапора), в якому жовтий орел беркут із піднятими крильми, над головою орла — жовта корона.